# Assaré
Assaré é um município brasileiro do interior do estado do Ceará. Localiza-se a oeste da Chapada do Araripe, na mesorregião do Sul Cearense e na microrregião da Chapada do Araripe. Sua população, conforme estimativas do IBGE de 2021, era de 23 537 habitantes, distribuídos em 1.116,320 km² de área total. Fica a 520 quilômetros de Fortaleza, a capital do estado do Ceará, e a 1.640 quilômetros de Brasília, a capital da República Federativa do Brasil. Assaré constitui um entroncamento rodoviário que viabiliza o acesso entre o Cariri com o sertão dos Inhamuns. 
Assaré é conhecida por ser a terra natal do poeta popular, cantor, compositor e improvisador Patativa do Assaré. O município de Assaré é conhecida por muitos como "A Terra da Poesia Popular".
O município de Assaré também representa um grande polo turístico do Ceará, seus casarões históricos; a igreja matriz construída em 1842; o Açude Banguê, o mais antigo da cidade, datado de 1844; o sobrado de arquitetura antiga e imponente que abriga toda a vida de Patativa do Assaré; os atrativos culturais e naturais do município; e a barragem Canoas, que abastece o município, e todos os anos atraem pessoas de vários estados do Brasil.

## História do município de Assaré
Até o ano de 1775, o local onde assenta a cidade de  Assaré não era povoado em suas adjacências, num raio de três léguas, consistindo apenas em um campo nu de vegetação, à exceção de algumas carnaubeiras e moitas de pereiros, uma ou outra oiticica às margens de pequenos regatos que sulcam o terreno e correm no inverno; e mais uma infinidade de pequenos olhos d'água, nas encostas da serra e nas gargantas e cachoeiras e a soberba pastagem nas várzeas e escalvado, tornavam-no apropriado para a criação em geral.

### O início da vila
Alexandre da Silva Pereira, filho de Manoel da Silva, adquirindo as terras do local e adjacências, veio estabelecer-se com a família, criação e escravatura, à margem do regato mais volumoso da região, ficando-lhe ao norte a várzea de carnaubal, e ao sul, os campos de "lagoa da pedra".
O proprietário tornou-se em breve conhecido e respeitado, mesmo em zonas distantes, dada a facilidade de comunicação, por que aí se cruzavam as mais movimentadas estradas da época: a Cariri-Inhamuns com a Piauí-Sertões do Baixo (Paraíba, Pernambuco e Rio Grande do Norte); resultando um "pouso certo" e confortável para os transeuntes que aproveitavam as ocasiões para transações, transformando a fazenda em entreposto comercial.
Visando promover o povoamento, fez o proprietário diversas doações de terras em torno da fazenda, tendo o cuidado de reservar uma parte para o patrimônio do orago da futura freguesia.

### A Freguesia de Nossa Senhora das Dores da Ribeira dos Bastiões
Em 1823, os independentes do Ceará Grande, organizando a expedição que foi conhecida por Marcha de Caxias, a fim de sufocar os rebeldes do  Piauí, transformaram o povoado em campo de concentração, ficando aí aquartelados, o que concorreu para melhorar as condições do povoado.
Em 1831 ia ser elevado a distrito de paz, quando a revolução de Joaquim Pinto Madeira irrompeu no Cariri, vindo estas terras a ser teatro de lutas entre liberais e corcundas. A sede da freguesia, entretanto, ficou em Santana do Brejo Grande - Santana do Cariri - (1838), local impróprio. A construção da igreja matriz de Nossa Senhora das Dores começou em 1842, no local da primitiva capelinha. Em 1844 foi construído, às expensas da padroeira, o açude Banguê, depois denominado Açude de Nossa Senhora.
Assaré passou a sede de freguesia em 1850, com a transferência de Santana do Brejo Grande (Santana do Cariri), com a nova denominação de Freguesia de Nossa Senhora das Dores da Ribeira dos Bastiões.

### Emancipação política
A transformação do distrito em vila, com desmembramento do município de Saboeiro, deu-se conforme Lei nº 1.152 de 19 de julho de 1865, tendo sido instalado a 11 de janeiro de 1869 já com a denominação de Assaré. Sua elevação à categoria de município ocorreu segundo Decreto-Lei nº 448 de 20 de dezembro de 1938.
É considerado seu fundador Alexandre da Silva Pereira.

## Política
A administração municipal localiza-se na sede do município de Assaré, na Rua Dr. Paiva, na Vila Mota.

## Geografia

### Subdivisão
Em divisão territorial datada em 17/01/1991, o município é constituído por 3 distritos, sendo:
- Assaré (SEDE)
- Amaro
- Aratama

### Clima
O clima do município de Assaré é tropical quente semiárido, e suas temperaturas estão geralmente entre 27°C e 30°C. A pluviometria média do município de Assaré de 635,7 mm, com chuvas concentradas do mês de janeiro ao mês de maio.

### Hidrografia e recursos hídricos
As principais fontes de água do município de Assaré estão inseridas nos domínios geográficos da bacia hidrográfica do Alto Jaguaribe. O principal rio do município é o rio dos Bastiões, além de vários riachos que correm temporariamente no tempo do inverno, que dura de janeiro a maio. O riacho São Miguel, riacho da Madeira e o riacho Quincorê são importantes na agricultura irrigada que ocorre no município. A barragem de Canoas abastece a sede do município e tem grande importância na renda do município.

### Relevo e solos
Situado ao lado oeste da Chapada do Araripe, numa altitude de aproximadamente 470 metros acima do nível do mar, possui dois tipos principais de solo: latossolo e sedimentar. As principais elevações do município de Assaré são: Serra de Santana, Serra das Pombas, Serra da Quaresma, Serra da Ema, Serra do Pilar, Serra do Pelado e o Morro do Boqueirão, aonde se praticou parapente.
Já a bacia sedimentar se caracteriza por formar aquífero. Existem várias fontes de água espalhadas por toda a área da chapada.

### Vegetação
A vegetação do município de Assaré é bastante diversificada, apresentando principalmente domínios de cerradão (tipo predominante no município), caatinga e cerrado.

## Economia
A economia do município de Assaré baseia-se na criação de bovinos e de aves; na agricultura de subsistência, principalmente de feijão, milho e outros; na monocultura do algodão; e a piscicultura, que é praticada geralmente nas margens da Barragem Canoas e dos diversos riachos espalhados no município.
O artesanato em diversos materiais também é outra fonte geradora de renda no município de Assaré. Na região também se destaca o turismo, outra importante fonte geradora de empregos no município.
O município conta com duas agencias bancárias. No centro da cidade também se destaca o comércio, que atende as necessidades municipais.
No município não existem indústrias.

## Turismo
O turismo é uma importante fonte de renda no município: casarões coloniais datados do século XIX, instituições que ressaltam a cultura municipal e áreas de lazer atraem pessoas de todos os estados do Brasil.
São pontos turísticos de Assaré:
- Igreja Matriz de Nossa Senhora das Dores (século XIX)
- Memorial Patativa do Assaré
- Casa de Patativa do Assaré
- Casa da Várzea (século XIX)
- Casa da Fazenda Infincado ou Casarão do Barão de Aquiraz (século XIX)
- Barragem Canoas
- Casa de Patativa na Serra de Santana

## Cultura

Patativa do Assaré, poeta popular, compositor, cantor e improvisador, é considerado o assareence mais ilustre.

Em se tratando de cultura, Assaré é um importante centro cultural da região do Cariri, e abriga as principais manifestações culturais típicas do nordeste brasileiro.
Os principais eventos culturais que ocorrem no município de Assaré e atraem pessoas de diversos lugares do estado do Ceará são: 
- Festa da Padroeira Nossa senhora das Dores (7 de setembro a 15 de setembro)
- Festas dos Caretas (Parque de Vaquejada e Vila Bonita) - Semana Santa
- Assaré em Arte e Cultura (Festa de Patativa) – março
- Paixão de Cristo – Sexta Feira da Paixão
- Assaré Junino – junho
- Cavalgada do Dia 19 (Aniversário do Município) - 19 de julho
- Festa do Município – 19 de julho
- Vaquejada do Parque de Vaquejada Vicente Liberalino – julho
- Natal de Luz - dezembro

Assaré ainda conta com grupos de cultura popular. Os principais grupos:
- Banda Cabaçal de Mestre Zé Lino
- Grupo de Coco dos Biliscos
- Reisado de Caretas
- Artesanato em couro
- Academia da Poesia Popular
- Arraiá do Patativa
- Penitentes do Genezaré

## Bairros
- Centro
- Bairro Ze Dodô ( Alto )
- Bairro Zé Brandão ( Banguê )
- Serra da Ema
- Serragem
- Vila Feliz
- Moêda
- Pedra de Fogo
- Caixa de Água
- Vila Mota
- Vila Nildália
- Casas Populares
- Vila Salvador
- Coruja
- Taboleiro
- Belo Horizonte

## Principais ruas
- Rua Tertuliano Catonho - Centro
- Avenida São Francisco - Centro
- Rua Euclides Onofre - Centro
- Rua Dr. Gentil Braga - Centro
- Rua Padre Emílio Cabral - Centro
- Neném Arrais - Centro
- Rua Padre Agamenon de Matos Coelho - Centro
- Avenida Deputado Manoel Gonçalves - Vila Salvador
- Avenida Perimetral - Pedra de Fogo
- Rua Sagrada Família - Bairro Zé Dodô

## Saúde e educação

### Saúde
A rede hospitalar do município de Assaré ainda não é satisfatória, e em caso de urgência e emergência a população tem de se deslocar até Crato, Juazeiro ou Barbalha. A rede hospitalar do município é formada pelo Hospital Municipal Nossa Senhora das Dores, algumas poucas clínicas médicas particulares na sede do município, além de vários postos de saúde dispersos nos mais diversos pontos da zona rural do município. Além disso, o município pode contar com duas academias de saúde instaladas na praça do Terminal Rodoviário Assaré do Patativa e na Praça do Centro Social Maria de Jesus Oliveira.

### Educação
As principais escolas de Assaré estão localizadas na sede do município e atendem a uma grande demanda de alunos anualmente. São elas:
- Escola Moacir Mota
- Escola Profissionalizante Professora Antonia Nedina Onofre de Paiva (Governo do Estado do Ceará)
- Escola Batistina Braga
- Escola Prefeito Raul Onofre
- Escola José Daniel
- Escola Maria Isabel
- Creche Padre Manoel Feitosa
- Escola Batista de Assaré
- Escola Criança Feliz

## Filhos de Assaré
- Patativa do Assaré - poeta, cantor e compositor.